# Carl-Spitteler-Quai

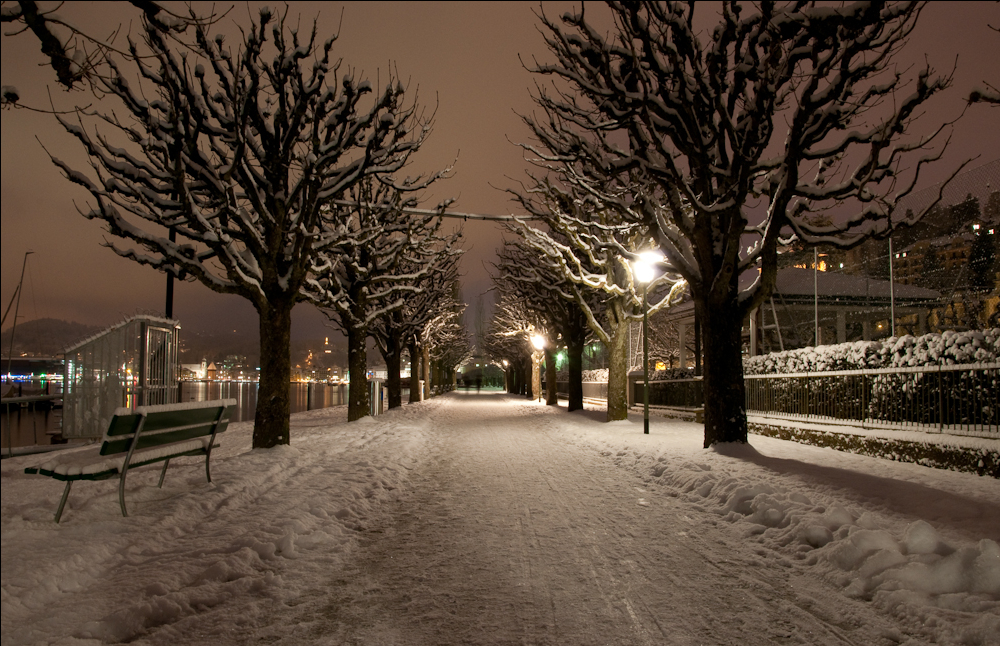
Carl-Spitteler-Quai im Winter

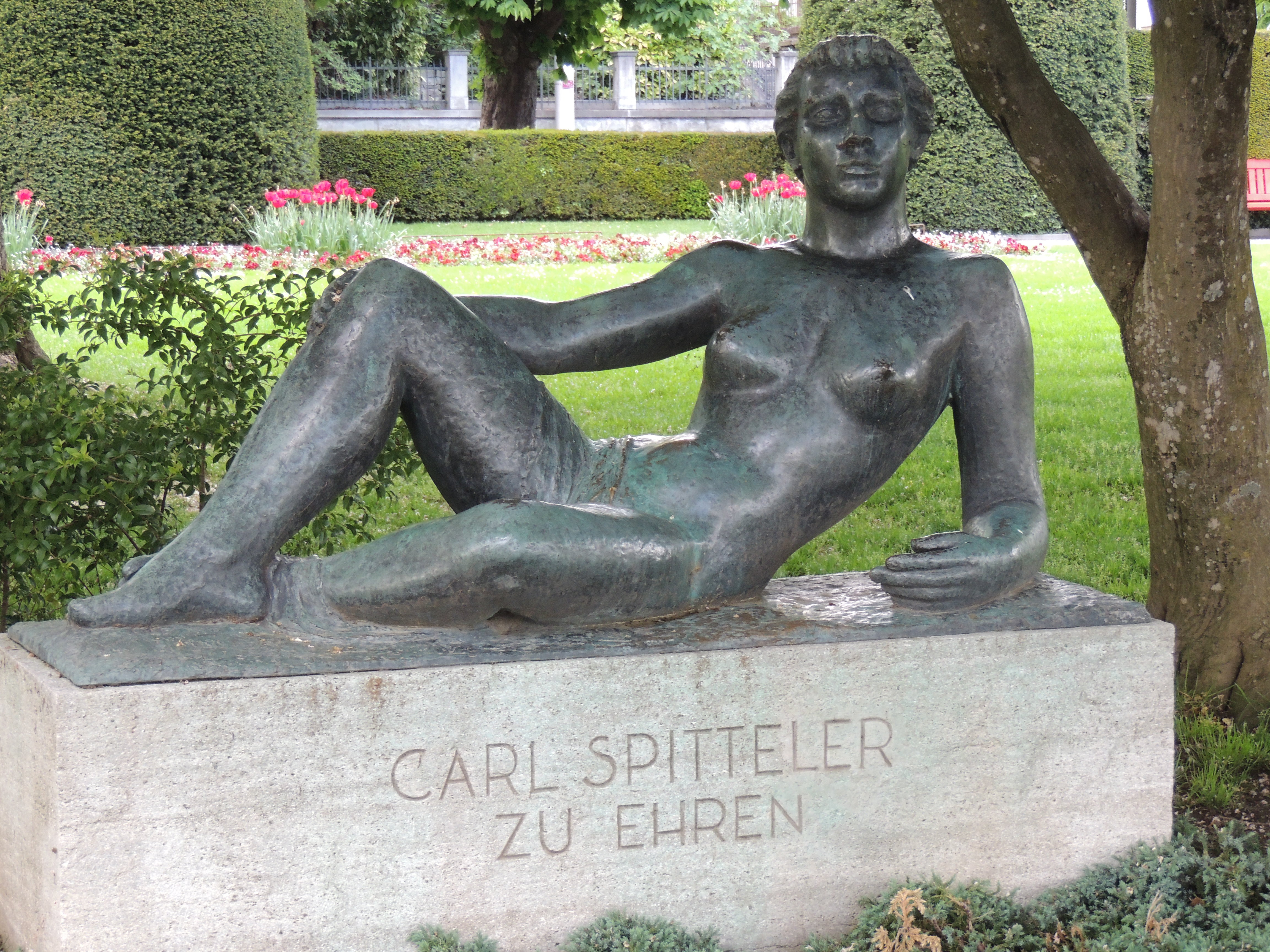
Die Liegende von Roland Duss (1940), Zu Ehren von Carl Spitteler am Spitteler Quai

Der Carl-Spitteler-Quai (kurz: Spitteler-Quai) ist die östliche Fortsetzung des Nationalquais in der Stadt Luzern. Er liegt auf dem rechten Ufer des Vierwaldstättersees zwischen dem Hotel Palace und der Hausermatte bzw. dem Luzernerquai und ist autofrei.
Pläne zur Erweiterung des Quais bestanden schon in der Zeit des Ersten Weltkriegs. Aus Kostengründen wurden diese nicht ausgeführt. Während der Stadtrat noch 1920 gegen eine Verlängerung der bestehenden Quais stimmte, wurde 1923 mit dem Bau des noch unbenannten Quais begonnen. Im Jahr 1931 erhielt der Quai zu Ehren des schweizerischen Nobelpreisträgers Carl Spitteler den heutigen Namen.
An seinem östlichen Ende liegt ein Park und ein Kinderspielplatz, gefolgt von der Anlage des Carlton-Tivoli-Tennis-Clubs. Die Skulptur «Die Liegende» von Roland Duss wurde 1940 zu Ehren des Luzerner Ehrenbürgers Carl Spitteler auf dem gleichnamigen Quai aufgestellt.